# It’s a Long Way to Tipperary
It’s a Long Way to Tipperary ist ein Lied aus der Marschmusik, das Komponist Jack Judge (1878–1938) erstmals am 31. Januar 1912 im Grand Theatre von Stalybridge vortrug. In humoristischer Weise behandelt es die Sehnsucht des typischen Iren („Paddy“), der sich als Gastarbeiter im Ausland nach seiner Freundin („Molly“) in Tipperary sehnt. Als eines der Lieblingslieder der britischen Soldaten wurde es im Ersten Weltkrieg weltweit bekannt und gehört heute zum Standardrepertoire vieler Militärkapellen.

## Geschichte

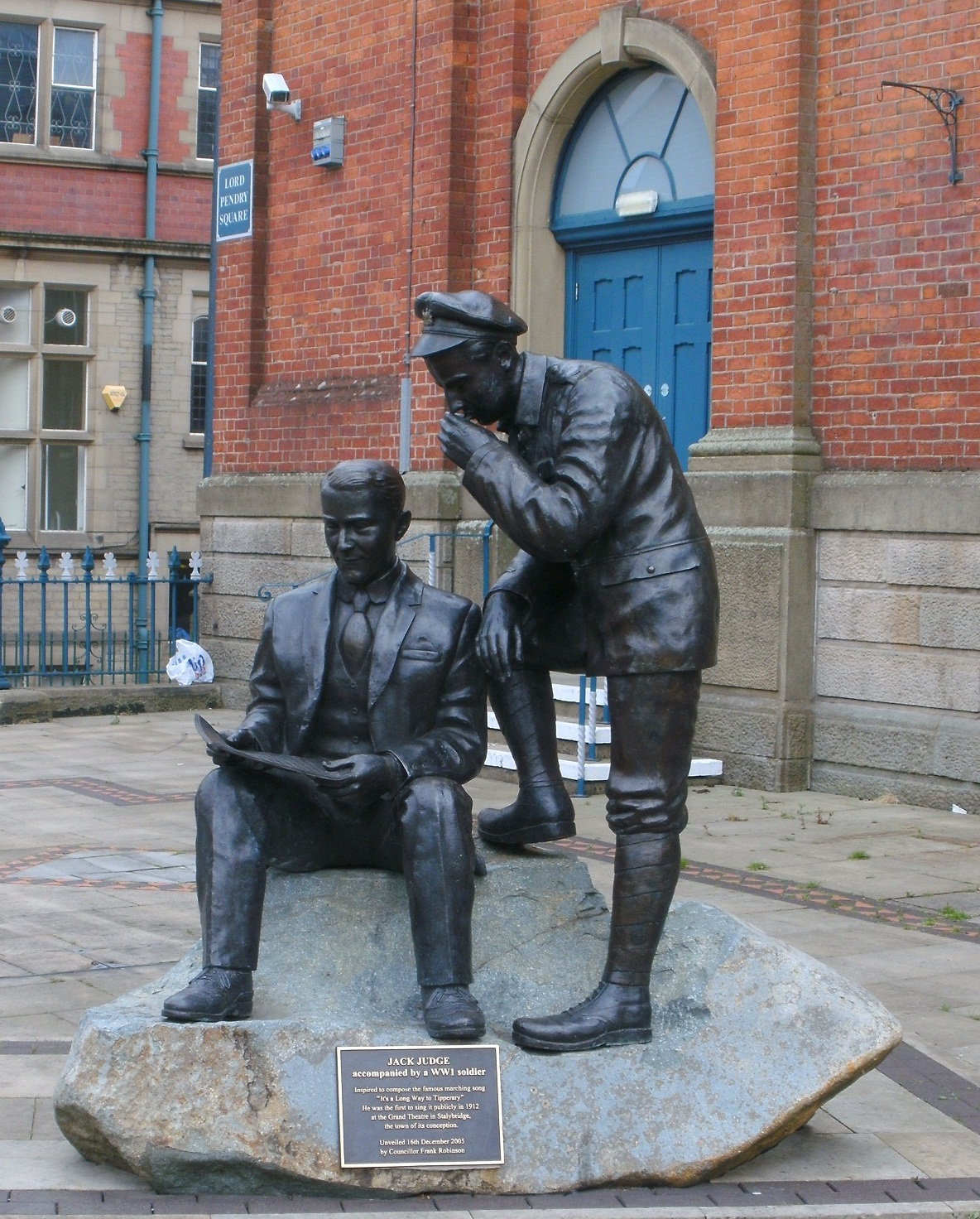
Eine Bronzestatue von 1953 erinnert in Stalybridge an die Uraufführung des Liedes. Sie zeigt Jack Judge und einen Soldaten aus dem Ersten Weltkrieg.

Nach der Landung in Frankreich 1914 marschierten die Connaught Rangers, ein irisches Bataillon der britischen Armee, mit It’s a Long Way to Tipperary auf den Lippen durch Boulogne-sur-Mer. Ein Bericht in der Daily Mail machte das Lied einem breiten Kreis bekannt. Eine Schallplattenaufnahme des irischen Startenors John McCormack vom November 1914 vergrößerte die Popularität.
Das Lied entwickelte sich zur inoffiziellen Hymne der britischen Soldaten. In der Folge erfuhr der Song zahlreiche Darbietungen auf der Bühne und auf Tonträgern, und es entstand eine Refrain-Variante. Droht „Molly“ im Original, ihrem „Paddy“ einen „Mike Maloney“ vorzuziehen, erfolgt in der Variante die Retourkutsche. Wie man eine englische Mary richtig kitzelt, das hätten die Truppen erst in Frankreich gelernt.

## Nachwirkung
Um nicht länger in erster Linie mit Krieg assoziiert zu werden, hat die namensgebende irische Stadt Tipperary 1983 einen Friedenskongress etabliert. Er vergibt seit 1984 jährlich den Tipperary-Friedenspreis und kürt das Tipperary-Friedenslied.
It’s A Long Way to Tipperary wurde auch vom Bordorchester des britischen Luxusliners Lusitania gespielt, als dieser am 7. Mai 1915 vom Torpedo eines deutschen U-Boots getroffen wurde. Das Orchester spielte weiter, um eine Panik zu vermeiden.
Das Lied kommt in dem Wolfgang-Petersen-Film Das Boot nach dem Roman von Lothar-Günther Buchheim vor. Der U-Boot-Kommandant lässt seinen besonders linientreuen ersten Wachoffizier die Schallplatte auflegen und singt dann zusammen mit der übrigen Besatzung mit. Das englische Lied wurde dabei in einer Aufnahme des Chors der sowjetischen Roten Armee gespielt.
Außerdem kommt das Lied auch im Jean-Renoir-Film Die große Illusion vor, in dem es von englischen Soldaten vorgesungen wurde und zusätzlich in der Vaudeville-Performance aufgeführt wurde.

## Text
Up to mighty London
Came an Irishman one day
As the streets are paved with gold
Sure, everyone was gay
Singing songs of Piccadilly,
Strand and Leicester Square
Till Paddy got excited
And he shouted to them there…
It’s a long way to Tipperary,
It’s a long way to go.
It’s a long way to Tipperary
To the sweetest girl I know!
Goodbye Piccadilly,
Farewell Leicester Square!
It’s a long long way to Tipperary,
But my heart’s right there.
Paddy wrote a letter
To his Irish Molly-O,
Saying, “Should you not receive it
Write and let me know!”
“If I make mistakes in spelling,
Molly dear,” said he,
“Remember, it’s the pen that’s bad,
Don’t lay the blame on me!”
It’s a long way …
Molly wrote a neat reply
To Irish Paddy-O
Saying Mike Maloney
Wants to marry me and so
Leave the Strand and Picadilly
Or you’ll be to blame
For love has fairly drove me silly:
Hoping you’re the same!
It’s a long way …
Zusatz-Refrain:
That’s the wrong way to tickle Mary,
That’s the wrong way to kiss!
Don’t you know that over here, lad,
They like it best like this!
Hooray pour le Francais!
Farewell, Angleterre!
We didn’t know the way to tickle Mary,
But we learned how, over there!
It’s a long way …

## Interpretationen
Bert Brecht schrieb – in Anlehnung an das Lied – seinen Marsch ins Dritte Reich, der insbesondere über die Interpretation von Ernst Busch bekannt wurde.
Das Lied diente immer wieder als Vorlage für Bands, vor allem im anglo-keltischen Folk-Punk beziehungsweise Folk-Rock. So vertonte etwa die Band The Larkin Brigade, eine Gruppierung irischer Auswanderer aus Boston, das Lied. Die irisch-amerikanische Band Flogging Molly bediente sich in der Liveversion von Black Friday Rule auch am Liedstoff. Der Sänger Tiny Tim interpretierte das Lied ebenfalls.
Die Melodie des Lieds wurde auch von der Kölner Mundart-Band Höhner verwendet. Der Song aus dem Album Dat is ne jode Laade he heißt Unser Hätz schlät für de FC Kölle und wurde jahrelang im Müngersdorfer Stadion als inoffizielle Hymne vor Spielen des 1. FC Köln gespielt.